# Arena de Vôlei de Praia
Die Arena de Vôlei de Praia war ein temporäres Stadion am Strand des Stadtteils Copacabana von Rio de Janeiro.
Anlässlich der Olympischen Spiele 2016 wurde das Stadion erbaut und es diente als Wettkampfstätte für die Beachvolleyballspiele. Insgesamt verfügte das Stadion über 12.000 Sitzplätze.
Die Arena war 21 Meter hoch und hatte eine Gesamtfläche von 62.000 Quadratmetern. Darunter fielen auch zwei zusätzliche Aufwärmplätze neben dem Hauptplatz in der Arena und vier Trainingsplätze. Das Stadion wurde innerhalb von 100 Tagen aufgebaut und innerhalb von 45 Tagen wieder abgebaut. Während der 13 Wettkampftage besuchten insgesamt 408.000 Zuschauer die Arena. Die Arena stand unter der Verantwortung des Organisationskomitees der Olympischen Spiele 2016 und wurde von der Komitee-Architektin Luísa Xavier entwickelt und in Zusammenarbeit mit dem Rohr-Fast-Konsortium errichtet. Nach den Spielen wurde das Stadion wieder abgebaut.
Bereits zuvor war der Strand Schauplatz internationaler Wettkämpfe, für die auch temporäre Sportstätten errichtet wurden. So fanden dort im Rahmen der Panamerikanischen Spiele 2007 die Wettbewerbe im Beachvolleyball, Triathlon und Freiwasserschwimmen statt. Auch bei den Sommer-Militärweltspielen 2011 wurden diese Sportarten hier ausgetragen. Beim Triathlon befand sich das Ziel an einem Ende des Strandes – Posto 6 – und das Radfahren und Laufen fanden zwischen Posto 2 und Posto 6 statt. Die Spiele im Beachvolleyball wurden in der Copacabana Arena am Posto 2 ausgetragen.

## Bildergalerie

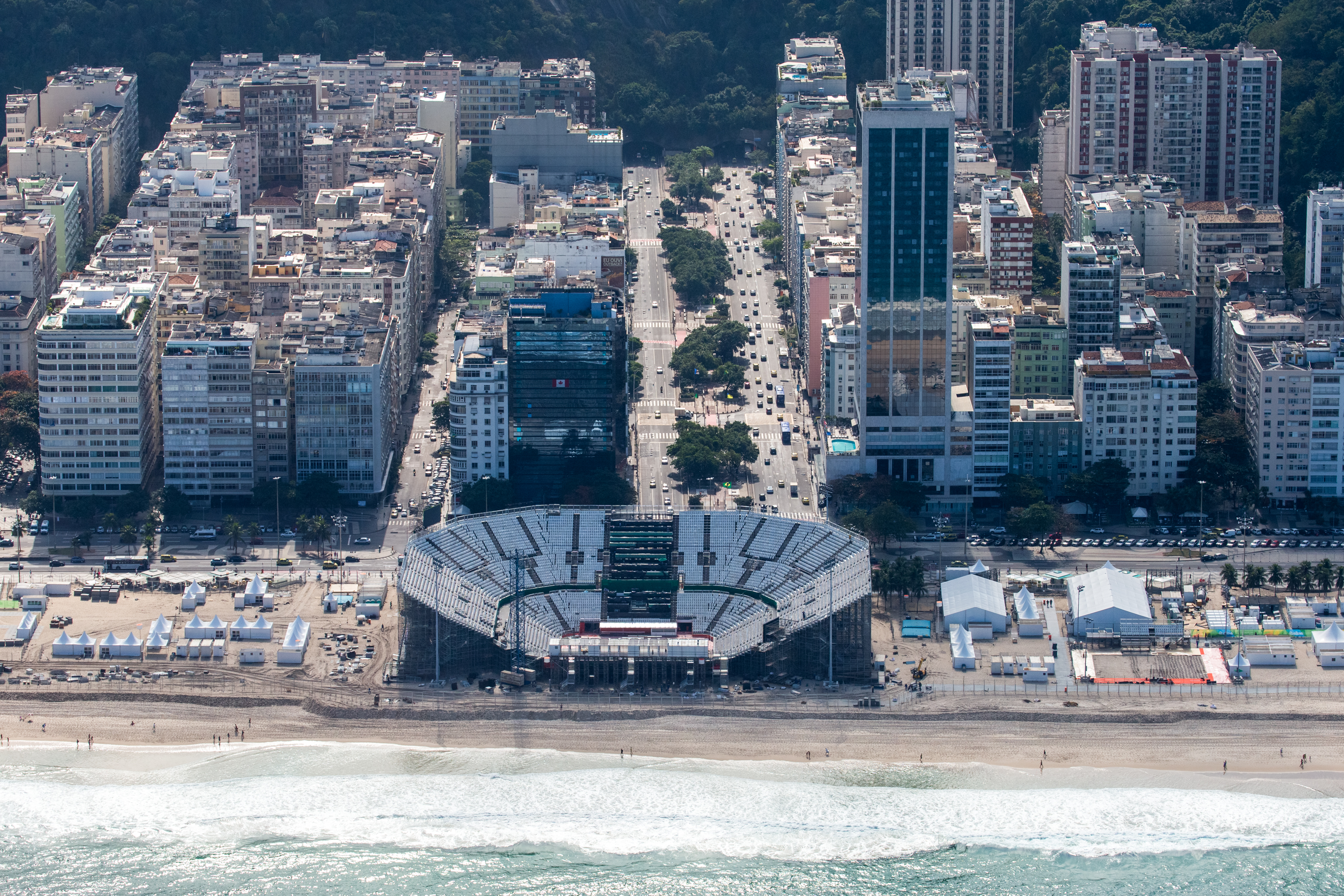
Arena in der Bauphase
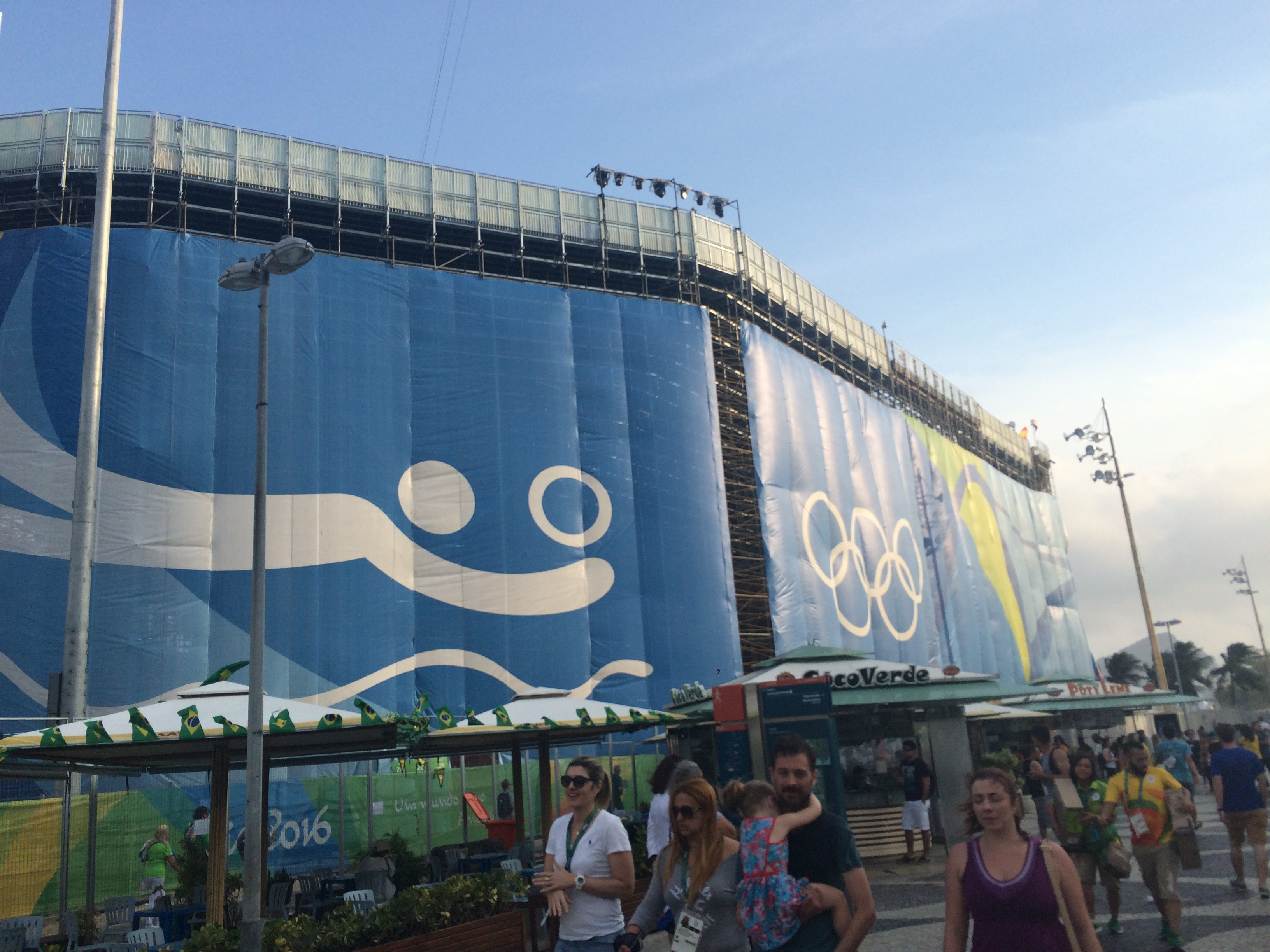
Außenansicht
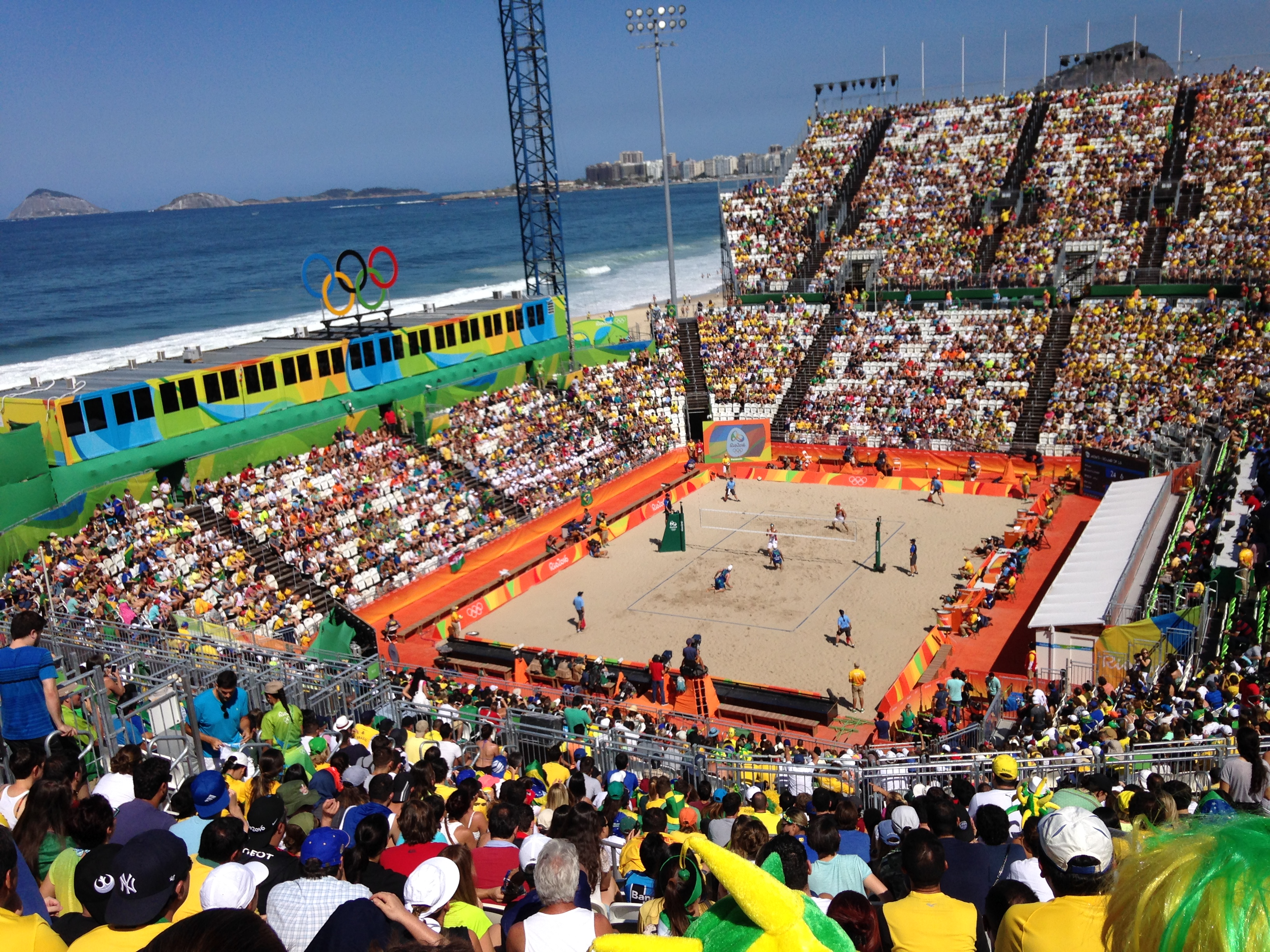
Spiel während den Spielen, im Hintergrund der Atlantik
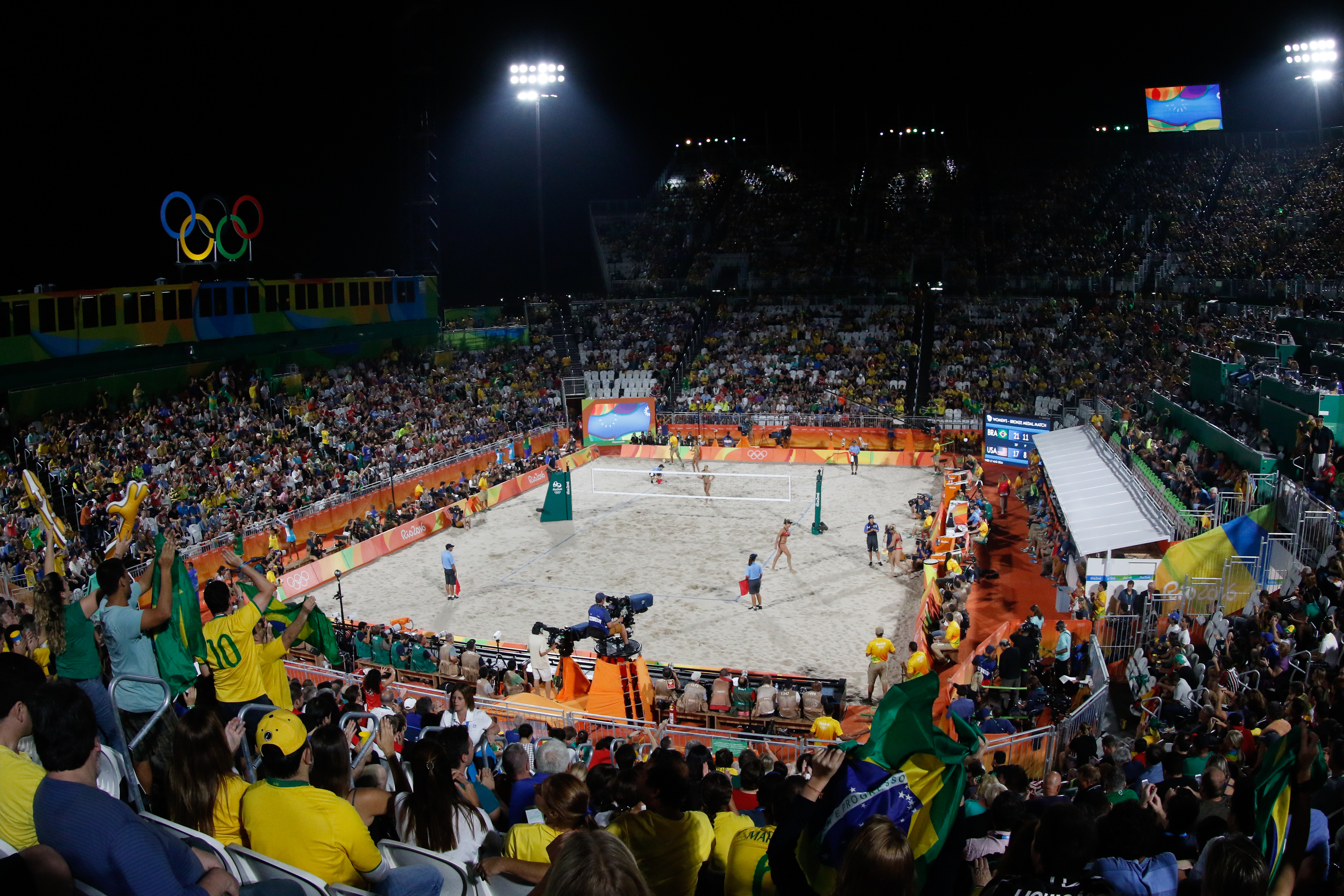
Spiel um Bronze der Frauen